# Vanadisvägen
Vanadisvägen är en gata i stadsdelen Vasastan i Stockholms innerstad. Gatan är cirka 750 meter lång och sträcker sig från Sveavägen västerut mot Sankt Eriksgatan, vid Vanadisplan. Vanadisvägen är en esplanad mellan Norrtullsgatan och Vanadisplan.
Gatan namngavs 1885 enligt "den nordiska gudaläran" efter gudinnan Vanadis (Freja).
Gatan trafikerades av spårvagnar på sträckan mellan Norrtullsgatan och Vanadisplan åren 1925–1967. Sedan 2017 finns en entré till pendeltågsstationen Odenplan vid Vanadisvägens korsning med Dalagatan.

## Byggnader längs Vanadisvägen
- Matteusskolan ligger längs korsningen Vanadisvägen/Norrtullsgatan
- Matteuskyrkan ligger längs korsningen Vanadisvägen/Dalagatan
- Cybergymnasiet, som ligger mitt emot Matteusskolan.